# 越谷・松伏水道企業団
越谷・松伏水道企業団（こしがやまつぶしすいどうきぎょうだん）は、上水道用水の供給を目的とする一部事務組合である。地方公営企業法の適用団体である。埼玉県越谷市及び北葛飾郡松伏町に上水道用水を供給している。本部所在地は越谷市越ヶ谷三丁目5番22号。
- 給水人口351,227人
- 給水世帯139,986世帯
- 平成19年9月分1人1日平均配水量316L

## 沿革
- 1956年（昭和31年） 9月  越谷町水道事業経営認可
- 1957年（昭和32年） 12月  越谷町水道事業着工
- 1958年（昭和33年） 5月  越谷町上水道通水（越谷浄水場）
- 1960年（昭和35年） 
  - 9月  広域簡易水道経営認可（越谷松伏水道組合）
  - 10月  広域簡易水道事業着工
- 1962年（昭和37年） 
  - 1月  越谷市水道第1期拡張事業着工
  - 3月  越谷松伏水道組合通水（増林浄水場）
- 1967年（昭和42年） 
  - 4月  越谷松伏水道組合が越谷・松伏水道企業団に名称変更
  - 4月  企業団と越谷市水道の連絡管工事着工
- 1968年（昭和43年） 
  - 3月  越谷市水道南部浄水場完成
  - 12月  北部浄水場通水
- 1969年（昭和44年） 4月  企業団と越谷市水道が合併し、現在の越谷・松伏水道企業団として発足
- 1970年（昭和45年） 1月  水道料金の口座振替制度実施
- 1971年（昭和46年） 8月  水道料金の自己調定を（財）埼玉水道サービス公社に委託
- 1974年（昭和49年） 5月  県営水道の受水を開始
- 1975年（昭和50年） 4月  築比浄水場が県営水道通水
- 1979年（昭和54年） 5月  越谷・松伏水道企業団庁舎建設工事着工
- 1980年（昭和55年） 7月  企業団庁舎および各浄水場の集中管理システム（末端監視装置1から5設置含む）完成
- 1981年（昭和56年） 3月  東部配水場完成
- 1994年（平成6年） 4月  水道料金　集金制度廃止
- 1995年（平成7年） 6月  西部配水場、管理棟、PCタンク1号配水池（18,000m3）建設工事完成
- 1997年（平成9年） 3月  越谷浄水場跡地内に災害用飲料水設備完成（700m3/日）
- 1999年（平成11年） 3月  中央監視制御設備工事完成（末端監視装置1から5更新含む）
- 2000年（平成12年） 7月  3階建て建築物直結給水施工開始
- 2002年（平成14年） 11月 越谷・松伏水道企業団ホームページ開設
- 2006年（平成18年） 6月  西部配水場2号配水池建設工事完成